# Calabarzon

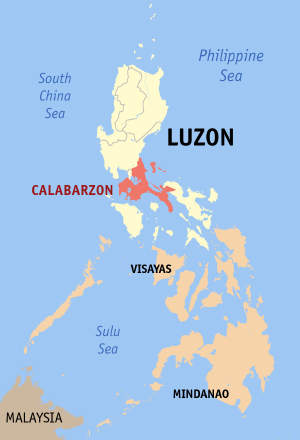
Położenie Regionu CALABARZON

CALABARZON (Region IV-A) – jeden z 17 regionów Filipin, położony między Morzem Filipińskim a Morzem Południowochińskim w środkowej części wyspy Luzon. 
CALABARZON to skrótowiec pochodzący od nazw pięciu prowincji wchodzących w skład regionu (CAvite, LAguna, BAtangas, Rizal, QueZON):
- Cavite
- Laguna
- Batangas
- Rizal
- Quezon

Ośrodkiem administracyjnym jest Calamba w prowincji Laguna. 
Powierzchnia regionu wynosi 16 229 km². W 2010 roku jego populacja liczyła 12 609 803 mieszkańców. Jest najludniejszym regionem Filipin.